# Liste de terroristes déchus de la nationalité française depuis 1945
 (juin 2025).
Motif : Je ne vois pas le caractère encyclopédique de cette liste qui pourrait être remplacée par une catégorie listant les personnes en question. Et surtout, en ce 30 juin 2025, plusieurs noms ne sont pas sourcés, pour prendre deux exemples : le premier de la liste, Omar Saiki, et le dernier de la liste, Yasin Or (ce ne sont pas les seuls). La section « Statistiques » n'est aujourd'hui pas du tout sourcée : d'où sortent ces stats ?
- Archive Wikiwix
- Bing
- Cairn
- DuckDuckGo
- E. Universalis
- Gallica
- Google
- G. Books
- G. News
- G. Scholar
- Persée
- Qwant
- (zh) Baidu
- (ru) Yandex
- (wd) trouver des œuvres sur Wikidata

| 1. | Préciser le motif de la pose du bandeau. | Précisez le motif de la pose du bandeau en utilisant la syntaxe suivante : {{admissibilité à vérifier\|date=août 2025\|motif=remplacez ce texte par le motif}}                                                                           |
| 2. | Informer les utilisateurs concernés.     | Pensez à avertir le créateur de l'article, par exemple, en insérant le code ci-dessous sur sa page de discussion : {{subst:avertissement admissibilité à vérifier\|Liste de terroristes déchus de la nationalité française depuis 1945}} |

Cette liste présente des terroristes, condamnés par la justice française pour des faits relevant d'actes de terrorisme en droit pénal français, ayant été déchus de la nationalité française à la suite de cette infraction. Cette liste n'est pas exhaustive.
Les articles 25 et 21-1 du Code civil organisent les conditions de la déchéance de la nationalité française, interdisant de rendre une personne apatride (conformément au droit international) et donc la rendant limitée aux personnes disposant d'une double nationalité, ainsi qu'aux personnes naturalisées depuis moins de 10 ans (ou 15 ans en cas de terrorisme).

## Liste
| Nom                              | Date de naissance | Lieu de naissance                      | Autre(s) nationalité(s) | Date de naturalisation     | Actes de terrorisme | Condamnation pénale                                                      | Décret portant déchéance de la nationalité française | Expulsion éventuelle |
| -------------------------------- | ----------------- | -------------------------------------- | ----------------------- | -------------------------- | --- | ------------------------------------------------------------------------ | ---------------------------------------------------- | -------------------- |
| Omar Saiki                       | 1er juin 1969     | Alger ( Algérie)                       | Algérie                 |                            | Association de malfaiteurs en relation avec une entreprise terroriste | 2000 : 4 ans de prison                                                   | 12 septembre 2002                                    |                      |
| Kamel Daoudi                     | 3 août 1974       | Algérie                                | Algérie                 | Début 2001                 | Tentative d’attentat contre l’ambassade des États-Unis en France (2001) | 15 mars 2005 : 9 ans de prison                                           | 27 mai 2002                                          |                      |
| Rachid Benmessahel               |                   |                                        | Algérie                 |                            | |                                                                          | 2005                                                 | 2007                 |
| Abdelkrim Lefkir                 |                   |                                        | Algérie                 |                            | |                                                                          | 2005                                                 | 2007                 |
| Karim Bourti                     | 6 novembre 1967   | Bab-el-Oued ( Algérie)                 | Algérie                 | 29 juin 2000               | Association de malfaiteurs en relation avec une entreprise terroriste | - 12 décembre 2000 : 3 ans de prison - 2006 (en appel) : 6 ans de prison | mai 2006                                             |                      |
| Adel Tebourski                   | 27 septembre 1963 | Radès ( Tunisie)                       | Tunisie                 | 2000                       | Association de malfaiteurs en relation avec une entreprise terroriste | 17 mai 2005                                                              | 19 juillet 2006                                      | 7 août 2006          |
| Djamel Beghal                    | 2 décembre 1965   | Bordj Bou Arreridj ( Algérie)          | Algérie                 | 1995                       | Association de malfaiteurs en vue de la préparation d’un acte de terrorisme | - 15 mars 2005 (10 ans) - 20 décembre 2013 (10 ans)                      | 23 décembre 2006                                     | 16 juillet 2018      |
| Ahmed Sahnouni el-Yaacoubi       | 1970              | Casablanca ( Maroc)                    | Maroc                   | 26 février 2003            | Association de malfaiteurs en relation avec une entreprise terroriste | 22 mars 2013                                                             | 28 mai 2014                                          | 22 septembre 2015    |
| Rachid Ait El Haj                | 5 avril 1975      | Agadir ( Maroc)                        | Maroc                   | 14 février 2000            | Association de malfaiteurs en vue de la préparation d’un acte de terrorisme | 11 juillet 2007                                                          | 7 octobre 2015                                       | 22 mars 2024         |
| Fouad Charouali                  | 4 mai 1975        | Temsamane ( Maroc)                     | Maroc                   | 22 août 1991               | Association de malfaiteurs en vue de la préparation d’un acte de terrorisme | 11 juillet 2007                                                          | 7 octobre 2015                                       |                      |
| Bachir Ghoumid                   | 5 avril 1974      | Mantes-la-Jolie ( France)              | Maroc                   | 26 mai 1992                | Association de malfaiteurs en vue de la préparation d’un acte de terrorisme | 11 juillet 2007                                                          | 7 octobre 2015                                       |                      |
| Redouane Aberbri                 | 8 mai 1977        | Agadir ( Maroc)                        | Maroc                   | 19 février 2001            | Association de malfaiteurs en vue de la préparation d’un acte de terrorisme | 11 juillet 2007                                                          | 7 octobre 2015                                       |                      |
| Attila Turk                      | 5 juin 1976       | Mantes-la-Jolie ( France)              | Turquie                 | 16 juin 1994               | Association de malfaiteurs en vue de la préparation d’un acte de terrorisme | 11 juillet 2007                                                          | 7 octobre 2015                                       |                      |
| Mohamed Al Mesbah El Hafiani     | 30 mai 1983       | ( Maroc)                               | Maroc                   |                            | Association de malfaiteurs en relation avec une entreprise terroriste | 2014                                                                     | 27 mai 2019                                          | Expulsé              |
| Fayçal Aït Messoud               | 23 août 1996      | Trappes ( France)                      | Maroc                   |                            | Association de malfaiteurs en relation avec une entreprise terroriste | Mars 2018                                                                | 22 octobre 2019                                      |                      |
| Djamel Badaoui                   | 9 août 1977       | Trappes ( France)                      |                         |                            | |                                                                          | 26 septembre 2020                                    |                      |
| Mohamed Elayouni                 | 8 décembre 1982   | Paris 12e ( France)                    | Tunisie                 |                            | Association de malfaiteurs en relation avec une entreprise terroriste Agression d'agents pénitentiaires le 20 juin 2019 | - 2008 - 2013 - Juillet 2017                                             | 20 novembre 2020                                     |                      |
| Yassine Feridhi                  | 20 juillet 1979   | Mantes-la-Jolie ( France)              |                         |                            | Association de malfaiteurs en relation avec une entreprise terroriste en vue de la préparation et du financement d'actes terroristes, de détention d'armes et d'explosifs et de braquages commis à Fretin (Nord) et à Beauvais (Oise) en mars et octobre 2005. | 28 janvier 2011                                                          | 8 décembre 2020                                      |                      |
| Kenzi Benahmed                   | 3 avril 1983      | Oran ( Algérie)                        | Algérie                 | 30 novembre 2007           | Association de malfaiteurs en relation avec une entreprise terroriste en vue de la préparation d’un acte de terrorisme | 28 avril 2017                                                            | 23 décembre 2020                                     |                      |
| Mansour Ly                       | 2 février 1994    | Trappes ( France)                      | Sénégal                 |                            | Association de malfaiteurs en relation avec une entreprise terroriste | Mars 2016                                                                | 30 avril 2021                                        |                      |
| Ali Abzouzi                      | 25 novembre 1994  | Nice ( France)                         | Algérie                 |                            | Association de malfaiteurs en relation avec une entreprise terroriste | 2017                                                                     | 11 mai 2021                                          |                      |
| Farid Rettoun                    | 4 novembre 1959   | Safi ( Maroc)                          | Maroc                   |                            | Association de malfaiteurs en relation avec une entreprise terroriste | Juin 2018                                                                | 18 juillet 2021                                      |                      |
| Mohamed Skalab                   | 11 juillet 1987   | Arles ( France)                        | Maroc                   | 18 février 2002            | Association de malfaiteurs en relation avec une entreprise terroriste | 22 septembre 2017                                                        | 17 novembre 2021                                     |                      |
| Mesut Sekerci                    | 22 juillet 1995   | Évreux ( France)                       | Turquie                 |                            | Association de malfaiteurs en relation avec une entreprise terroriste | Avril 2016                                                               | 31 mars 2022                                         |                      |
| Nour-Eddine Benyatto             | 9 octobre 1991    | Oujda ( Maroc)                         | Maroc                   |                            | Association de malfaiteurs en relation avec une entreprise terroriste | 2018                                                                     | 16 novembre 2022                                     |                      |
| Farid El Bahia                   | 31 décembre 1986  | Porto-Vecchio ( France)                | Maroc                   |                            | Association de malfaiteurs en relation avec une entreprise terroriste | juin 2018                                                                | 14 décembre 2022                                     |                      |
| Mohamed Rezquellah               | 24 juin 1994      | Noisy-le-Sec ( France)                 |                         |                            | Association de malfaiteurs en relation avec une entreprise terroriste | 2018                                                                     | 21 décembre 2022                                     |                      |
| Mohamed Mazouz                   | 19 juillet 1984   | Saint-Denis ( France)                  | Maroc                   |                            | Association de malfaiteurs en relation avec une entreprise terroriste | 30 novembre 2017                                                         | 23 décembre 2022                                     |                      |
| Murat Turgut                     | 17 août 1986      | Izmir ( Turquie)                       | Turquie                 |                            | Association de malfaiteurs en relation avec une entreprise terroriste |                                                                          | 23 décembre 2022                                     |                      |
| Karim Kinali                     | 30 juillet 1990   | El Jadida ( Maroc)                     | Maroc                   |                            | Association de malfaiteurs terroriste | 2019                                                                     | 17 février 2023                                      |                      |
| Unzile Nur Sert                  | 3 mars 1997       | Lyon ( France)                         | Turquie                 | 3 mai 2010                 | Association de malfaiteurs en relation avec une entreprise terroriste | 2017                                                                     | 17 février 2023                                      |                      |
| Tuncay Durmaz                    | 21 janvier 1993   | Gien ( France)                         | Turquie                 |                            | Association de malfaiteurs terroriste | 2017                                                                     | 13 mars 2023                                         | 23 août 2023         |
| Tugay Durmaz                     | 21 janvier 1993   | Gien ( France)                         | Turquie                 |                            | Association de malfaiteurs terroriste | 2017                                                                     | 13 mars 2023                                         | 23 août 2023         |
| Sophian Ishame                   | 3 juillet 1995    | Saint-Jean-de-Braye ( France)          | Maroc                   |                            | Association de malfaiteurs en relation avec une entreprise terroriste | 14 juin 2018                                                             | 5 avril 2023                                         |                      |
| Nassim Bezzou                    | 11 août 1990      | Akbou ( Algérie)                       | Algérie                 |                            | Projet de séquestration et de vol à main armée dans un manoir de l’Eure, destiné à financer un départ en Syrie pour rejoindre l'Etat Islamique. | Novembre 2018                                                            | 28 juin 2023                                         |                      |
| Rabie Hakkar                     | 19 janvier 1981   | Khenchela ( Algérie)                   | Algérie                 |                            | Association de malfaiteurs en relation avec une entreprise terroriste | 12 décembre 2019                                                         | 11 octobre 2023                                      |                      |
| Naïb Aboukhanov                  | 29 avril 1998     | Makheti, Vedeno ( Tchétchénie, Russie) | Russie                  | 11 novembre 2009           | Association de malfaiteurs en vue de la préparation d’un acte de terrorisme A incité 3 mineurs à commettre un attentat en lien avec le djihadiste Rachid Kassim                                                                                                | 2019 (première instance), 2020 (appel)                                   | 18 octobre 2023                                      |                      |
| El Houssein Khiar                | 11 février 1998   | Casablanca ( Maroc)                    | Maroc                   |                            | Association de malfaiteurs en relation avec une entreprise terroriste | 2019                                                                     | 15 novembre 2023                                     |                      |
| Karim Mohamed-Aggad              | 8 juillet 1990    | Wissembourg ( France)                  | Algérie Maroc           | Information non disponible | Association de malfaiteurs en relation avec une entreprise terroriste. Frère de Foued Mohamed-Aggad, terroriste de l'attentat du Bataclan (2015). | 2016                                                                     | 15 novembre 2023                                     | Expulsion possible   |
| Moussa Ba                        | 14 septembre 1994 | Orléans ( France)                      | Sénégal                 |                            | Association de malfaiteurs en relation avec une entreprise terroriste | 30 novembre 2017                                                         | 26 décembre 2023                                     |                      |
| Khassanbek Tourchaev             | 25 janvier 1970   | Grozny ( Tchétchénie, Russie)          | Russie                  | 26 mai 2008                | Association de malfaiteurs en relation avec une entreprise terroriste | 9 novembre 2019                                                          | 2 janvier 2024                                       |                      |
| Boumedienne Saker                | 23 décembre 1999  | Aubervilliers ( France)                |                         |                            | Association de malfaiteurs en relation avec une entreprise terroriste |                                                                          | 1er février 2024                                     |                      |
| Tarik Ababa                      | 5 janvier 1988    | Nice ( France)                         | Maroc                   |                            | Association de malfaiteurs en relation avec une entreprise terroriste | 16 janvier 2014                                                          | 21 février 2024                                      |                      |
| Badre-Eddine Akroud              | 28 août 1971      | Taroudant ( Maroc)                     | Maroc                   |                            | Association de malfaiteurs en relation avec une entreprise terroriste |                                                                          | 21 février 2024                                      |                      |
| Mohamed Etalouki                 | 23 décembre 1984  | Aubervilliers ( France)                | Maroc                   |                            | Association de malfaiteurs en relation avec une entreprise terroriste | 16 septembre 2019                                                        | 28 février 2024                                      |                      |
| Hicret Gunes                     | 15 septembre 1986 | Belfort ( France)                      | Turquie                 |                            | Association de malfaiteurs en relation avec une entreprise terroriste | 13 février 2020                                                          | 1er mars 2024                                        |                      |
| Mustafa Savas                    | 2 février 1992    | Wissembourg ( France)                  | Turquie                 |                            | Association de malfaiteurs en relation avec une entreprise terroriste, membre de la Filière de Strasbourg |                                                                          | 1er mars 2024                                        |                      |
| Bai Ali Mahaouri                 | 20 mai 1968       | Atchoi Martan ( Tchétchénie, Russie)   | Russie                  |                            | Association de malfaiteurs en relation avec une entreprise terroriste | 2015                                                                     | 2 mai 2024                                           |                      |
| Adonis Mehdi Wanis Baitar        | 5 avril 1998      | Paris 14e ( France)                    |                         |                            | | 3 mai 2018                                                               | 22 mai 2024                                          |                      |
| Mokhlès Dahbi                    | 14 mars 1989      | Strasbourg ( France)                   | Maroc                   |                            | Association de malfaiteurs en relation avec une entreprise terroriste, membre de la Filière de Strasbourg | 6 juillet 2016                                                           | 22 mai 2024                                          |                      |
| Ismaël Afass                     | 5 mai 1990        | Somain ( France)                       | Maroc                   |                            | Association de malfaiteurs en relation avec une entreprise terroriste | 22 janvier 2016                                                          | 22 mai 2024                                          |                      |
| Miloud Maalmi                    | 22 juin 1989      | Strasbourg ( France)                   | Maroc                   |                            | Association de malfaiteurs en relation avec une entreprise terroriste, membre de la Filière de Strasbourg | 2017                                                                     | 3 juin 2024                                          |                      |
| Achraf El Miskini                | 30 janvier 2000   | Rouen ( France)                        |                         |                            | Association de malfaiteurs en relation avec une entreprise terroriste Proche d'Adel Kermiche, auteur de l'attentat de l'église de Saint-Étienne-du-Rouvray | 2018                                                                     | 11 juin 2024                                         |                      |
| Hamza Mandhouj                   | 13 septembre 1988 | Décines-Charpieu ( France)             | Tunisie                 |                            | Association de malfaiteurs en relation avec une entreprise terroriste et enlèvement | 2018                                                                     | 12 juillet 2024                                      |                      |
| Yannis Boughdiri                 | 11 mars 1996      | Bourgoin-Jallieu ( France)             | Tunisie                 |                            | |                                                                          | 5 août 2024                                          |                      |
| Bilal Taghi                      | 8 février 1992    | Revin ( France)                        | Maroc                   |                            | Attaque à la prison d'Osny du 4 septembre 2016 |                                                                          | 5 août 2024                                          |                      |
| Ahmed Oueslati                   | 11 février 1992   | Les Lilas ( France)                    | Tunisie                 |                            | Association de malfaiteurs en relation avec une entreprise terroriste | 17 janvier 2017                                                          | 7 août 2024                                          |                      |
| Mamoye Dianifaba                 | 7 août 1998       | Ouloumbonny ( Mauritanie)              | Mauritanie              |                            | Attaque de militaires en 2017 à la Tour Eiffel | 2019                                                                     | 22 août 2024                                         |                      |
| Saïd Asboul                      | 10 avril 1984     | Roubaix ( France)                      |                         |                            | Association de malfaiteurs en relation avec une entreprise terroriste | 2018                                                                     | 26 août 2024                                         |                      |
| Yacine El Gharchi                | 26 novembre 1982  | Thiers ( France)                       |                         |                            | Association de malfaiteurs en relation avec une entreprise terroriste | 26 mars 2015                                                             | 1er octobre 2024                                     |                      |
| Armand Rajabpour-Miyandoab       | 21 mars 1997      | Neuilly-sur-Seine ( France)            | Iran                    |                            | Attentat du pont de Bir-Hakeim | 2018                                                                     | 2 octobre 2024                                       |                      |
| Marwan Gelan                     | 17 janvier 1980   | Djibouti ( Djibouti)                   | Djibouti                |                            | Association de malfaiteurs en relation avec une entreprise terroriste | 2019                                                                     | 4 octobre 2024                                       |                      |
| Sedat Hot                        | 29 juillet 1984   | Montbéliard ( France)                  | Turquie                 |                            | Association de malfaiteurs en relation avec une entreprise terroriste | 2020                                                                     | 8 octobre 2024                                       |                      |
| Imane Noukhkhaly                 | 17 décembre 1995  | Sarreguemines ( France)                |                         |                            | |                                                                          | 9 octobre 2024                                       |                      |
| Fatma Akaichi                    | 5 décembre 1985   | Paray-le-Monial ( France)              | Tunisie                 |                            | Association de malfaiteurs terroriste et de financement du terrorisme | 29 novembre 2018                                                         | 23 octobre 2024                                      |                      |
| Ali Abouzaid                     | 21 janvier 1998   | Clichy ( France)                       | Algérie                 |                            | Association de malfaiteurs en relation avec une entreprise terroriste | 1er décembre 2017                                                        | 5 novembre 2024                                      |                      |
| Ghiles Medini                    | 24 juillet 1993   | Lakhdaria ( Algérie)                   | Algérie                 |                            | Association de malfaiteurs en relation avec une entreprise terroriste | 18 avril 2017                                                            | 5 novembre 2024                                      |                      |
| Sami Hemza Allem                 | 15 avril 1996     | Lyon 2e ( France)                      | Algérie                 |                            | Association de malfaiteurs terroriste et de financement du terrorisme | 16 septembre 2022                                                        | 12 novembre 2024                                     |                      |
| Youssef El Fouzri                | 22 novembre 1988  | Paris ( France)                        | Tunisie                 |                            | Association de malfaiteurs en relation avec une entreprise terroriste (Forsane Alizza) | 2015                                                                     | 20 novembre 2024                                     |                      |
| Ayoub El Hamdi                   | 29 septembre 1998 | Orléans ( France)                      |                         |                            | Association de malfaiteurs en relation avec une entreprise terroriste |                                                                          | 22 novembre 2024                                     |                      |
| Abdoul-Malik Anaiev              | 18 juin 2000      | Tchetchen-Aoul ( Tchétchénie, Russie)  | Russie                  |                            | Association de malfaiteurs en relation avec une entreprise terroriste Proche de Khamzat Azimov, auteur de l'attaque du 12 mai 2018 à Paris | 2023                                                                     | 25 novembre 2024                                     |                      |
| Paul Narcisse Anthony Mbarga Kye | 25 mars 1992      | Yaoundé ( Cameroun)                    | Cameroun                |                            | Association de malfaiteurs en relation avec une entreprise terroriste | 7 janvier 2016                                                           | 6 décembre 2024                                      |                      |
| Sabri Mabrouk                    | 4 octobre 1976    | Batna ( Algérie)                       | Algérie                 |                            | Association de malfaiteurs en relation avec une entreprise terroriste | 2018                                                                     | 18 décembre 2024                                     |                      |
| Khayra Boudouani                 | 16 mars 1984      | Chlef ( Algérie)                       | Maroc                   |                            | Association de malfaiteurs en relation avec une entreprise terroriste | 2020                                                                     | 18 décembre 2024                                     |                      |
| Abbas Tahir                      | 15 février 1980   | N’Djamena ( Tchad)                     | Tchad                   |                            | Association de malfaiteurs en relation avec une entreprise terroriste | 2019                                                                     | 18 décembre 2024                                     |                      |
| Sami Chouïab                     | 8 septembre 1976  | Tunis ( Tunisie)                       | Tunisie                 |                            | Association de malfaiteurs en relation avec une entreprise terroriste |                                                                          | 18 décembre 2024                                     |                      |
| Radouane Bououzel                | 31 mars 1989      | Wissembourg ( France)                  | Maroc                   |                            | Association de malfaiteurs en relation avec une entreprise terroriste Ami de Foued Mohamed-Aggad, terroriste de l'attentat du Bataclan (2015) | 6 juillet 2016                                                           | 13 janvier 2025                                      |                      |
| Bilal Kadri                      | 19 avril 1987     | La Tronche ( France)                   | Tunisie                 |                            | Association de malfaiteurs en relation avec une entreprise terroriste (Forsane Alizza) | 10 juillet 2015                                                          | 7 février 2025                                       |                      |
| Charaf-Din Aberouz               | 4 août 1986       | Meulan-en-Yvelines ( France)           | Maroc                   |                            | Association de malfaiteurs en relation avec une entreprise terroriste Frère aîné de Mohamed Lamine Aberouz, terroriste du double assassinat du 13 juin 2016 à Magnanville.                                                                                     | - 2013 : 5 ans de prison - 2023 : réclusion criminelle à perpétuité      | 18 février 2025                                      |                      |
| Hassan Ibnelkaid                 | 12 janvier 1996   | Orléans ( France)                      | Maroc                   |                            | Association de malfaiteurs en relation avec une entreprise terroriste |                                                                          | 19 février 2025                                      |                      |
| Alibek Yakhiaev                  | 17 juin 1985      | Mozdok ( Russie)                       | Russie                  |                            | Association de malfaiteurs en relation avec une entreprise terroriste | 2019                                                                     | 19 février 2025                                      |                      |
| Serhat Atac                      | 3 janvier 1988    | Juvisy-sur-Orge ( France)              | Turquie                 |                            | Association de malfaiteurs en relation avec une entreprise terroriste. Il avait offert un soutien logistique et financier à son frère parti rejoindre Daesh.                                                                                                   | 2018                                                                     | 30 avril 2025                                        |                      |
| Ayoub Assbaai                    | 13 novembre 1995  | Clichy ( France)                       |                         |                            | Association de malfaiteurs en relation avec une entreprise terroriste. Il était en contact avec Adel Kermiche, auteur de l’attentat de Saint-Étienne-du-Rouvray                                                                                                | 2019 : 7 ans de prison                                                   | 26 mai 2025                                          |                      |
| Mohamed Deraoui                  | 17 juillet 1993   | Thiais ( France)                       | Maroc                   |                            | Association de malfaiteurs en relation avec une entreprise terroriste. | 2017 : 6 ans de prison                                                   | 26 mai 2025                                          |                      |
| Youssouf Fissirou                | 29 novembre 1990  | Créteil ( France)                      | Mali                    |                            | Association de malfaiteurs en relation avec une entreprise terroriste. | 2012                                                                     | 26 mai 2025                                          |                      |
| Abdel-Latif Ouhemmou             | 11 juillet 1994   | Lens ( France)                         | Maroc                   |                            | Association de malfaiteurs en relation avec une entreprise terroriste. | Juillet 2016 : 5 ans de prison                                           | 9 juin 2025                                          |                      |
| Yasin Or                         | 22 mai 1996       | Longjumeau ( France)                   | Turquie                 |                            | Association de malfaiteurs en relation avec une entreprise terroriste. |                                                                          | 23 juin 2025                                         |                      |

## Statistiques

### Classement des bi-nationalités les plus représentées dans le processus de déchéance de nationalité
- : 29 déchéances
- : 15 déchéances
- : 11 déchéances
- : 9 déchéances
- : 4 déchéances
- : 2 déchéances
- : 1 déchéance
- : 1 déchéance
- : 1 déchéance
- : 1 déchéance
- : 1 déchéance
- : 1 déchéance

### Nombre de déchéances de la nationalité française par année depuis 2015
- 2015 : 5 déchéances
- 2016 : 0 déchéance
- 2017 : 0 déchéance
- 2018 : 0 déchéance
- 2019 : 2 déchéances
- 2020 : 4 déchéances
- 2021 : 4 déchéances
- 2022 : 6 déchéances
- 2023 : 11 déchéances
- 2024 : 36 déchéances
- 2025 : 11 déchéances